# Universidad Stanford
La Universidad Leland Stanford Junior (Leland Stanford Junior University en inglés), conocida simplemente como Universidad Stanford, es una universidad privada estadounidense ubicada en Stanford (California), a unos 56 km al sureste de San Francisco. Stanford es célebre por la calidad de su enseñanza, por su riqueza y su proximidad a Silicon Valley, cuna de algunas de las más importantes empresas de tecnología punta. Está considerada como una de las diez mejores universidades del mundo.
La universidad fue fundada en 1885 por Leland Stanford y su esposa Jane en memoria de su único hijo, Leland Stanford Jr., que había fallecido de fiebres tifoideas a la edad de quince años. El fundador, un rico magnate de los ferrocarriles, era senador y había ejercido como gobernador del estado de California. La universidad abrió sus puertas el 1 de octubre de 1891 como una institución coeducacional y aconfesional. 
La institución sufrió dificultades financieras tras la muerte de su fundador en 1893 y también después del devastador terremoto de San Francisco de 1906, que destruyó gran parte de su campus. Después de la Segunda Guerra Mundial, el administrador académico Frederick Terman apoyó el espíritu empresarial de sus profesores y graduados para construir una industria local autosuficiente en lo que después sería conocido como Silicon Valley. La universidad también es una de las instituciones que más dinero recauda de todo Estados Unidos y se convirtió en la primera en ingresar más de mil millones de dólares en solo un año.
La Universidad Stanford está organizada alrededor de tres escuelas universitarias tradicionales que consisten en 40 departamentos académicos de pregrado y posgrado y cuatro escuelas profesionales que se centran en grados de Derecho, Medicina, Educación y Negocios. El programa de pregrado de Stanford es uno de los tres más exigentes de Estados Unidos. Sus estudiantes compiten en 36 deportes universitarios y han ganado 117 campeonatos de atletismo universitario, más que ninguna otra universidad del país. Los atletas de Stanford han ganado 512 campeonatos individuales, a lo que hay que sumar que de entre sus alumnos han salido 270 medallistas olímpicos, incluidas 139 medallas de oro.
A fecha de 2018, 81 galardonados con el premio Nobel, 27 con el Premio Turing y 7 con la medalla Fields han estado afiliados a Stanford como estudiantes, alumnos o profesores. Además, la universidad es particularmente célebre por su emprendimiento y es una de las instituciones educativas que más éxito tienen atrayendo financiación para empresas emergentes. Los alumnos de Stanford han fundado un gran número de nuevas empresas, que en conjunto producen más de 2,7 billones de dólares anuales en beneficios y han creado 5,4 millones de puestos de trabajo a fecha de 2011. Stanford es el alma mater de 30 milmillonarios vivos y 17 astronautas, además de una de las productoras líderes de miembros del congreso de los Estados Unidos.

## Apoyo para Estudiantes Internacionales
La Universidad de Stanford está dedicada a proporcionar servicios de apoyo integrales para garantizar el éxito y el bienestar de sus estudiantes internacionales. El Centro Internacional Bechtel, un recurso clave en el campus, ofrece una amplia gama de servicios adaptados a las necesidades únicas de los estudiantes internacionales. Esto incluye asistencia con visas e inmigración, que guía a los estudiantes a través de los complejos procesos de obtención y mantenimiento de visas estudiantiles.
Además del apoyo en materia de inmigración, el centro ofrece talleres y programas de orientación diseñados para ayudar a los estudiantes internacionales a adaptarse a la vida en los Estados Unidos. Estos programas cubren diversos temas esenciales, como el ajuste cultural, las expectativas académicas y consejos prácticos sobre la vida cotidiana. El Centro Internacional Bechtel también organiza eventos sociales y actividades culturales que fomentan la construcción de comunidad y el entendimiento intercultural entre estudiantes de diversas procedencias.

## Historia

### Leland Stanford Jr.

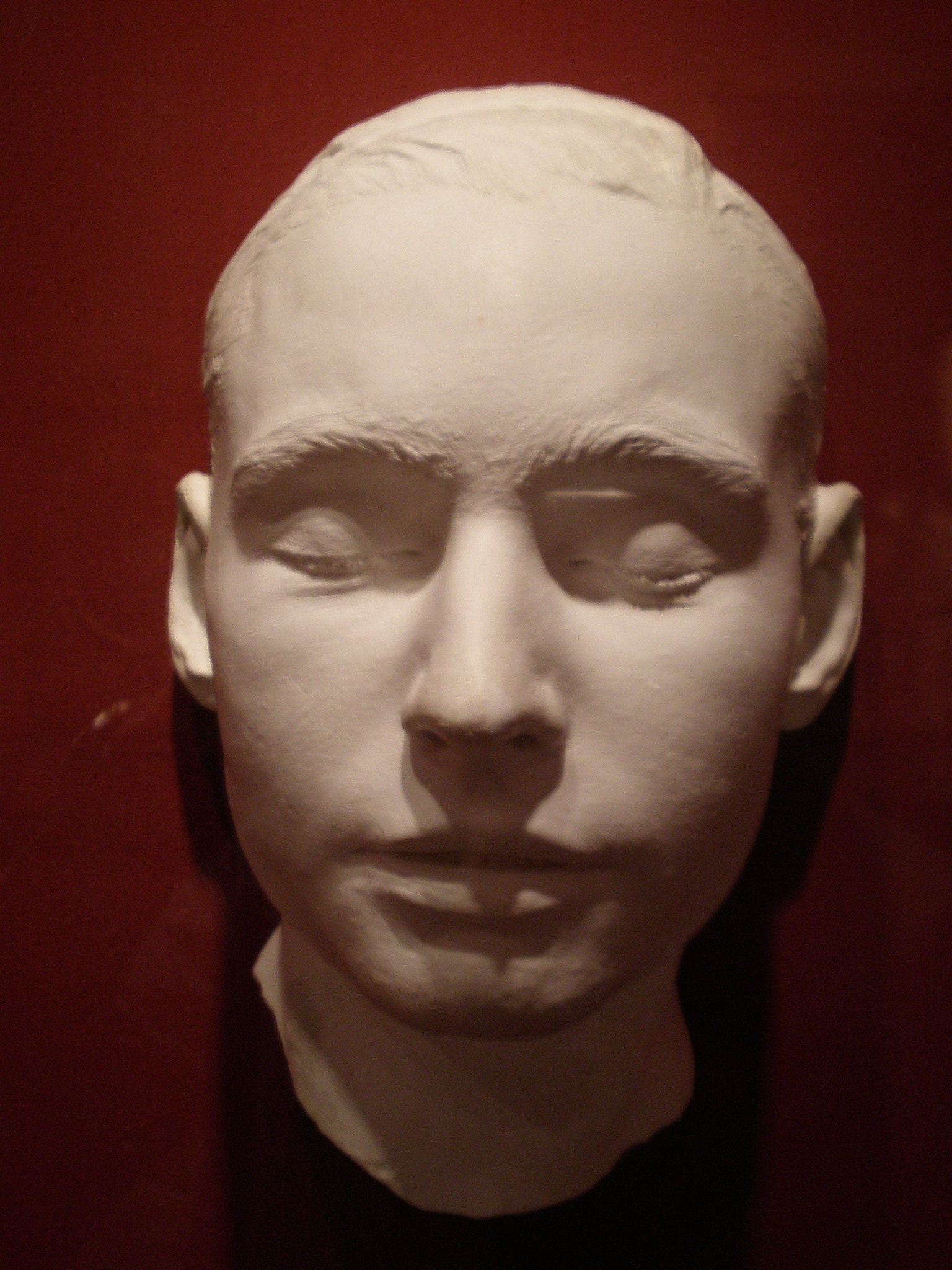
La máscara mortuoria de Leland Stanford en exhibición en el Iris & B. Gerald Cantor Center for Visual Arts.

La Universidad Stanford tomó su nombre del hijo de su fundador, Leland Stanford Jr. (14 de mayo de 1868-13 de marzo de 1884; conocido como Leland DeWitt Stanford hasta los nueve años). Era el único hijo del gobernador de California Leland Stanford y su esposa Jane Stanford. Su madre tenía 39 años cuando nació, después de 18 años de matrimonio sin hijos con Leland Stanford.
Leland contrajo la fiebre tifoidea dos meses antes de cumplir 16 años, mientras estaba en un Gran Tour por Europa con sus padres. Inicialmente cayó enfermo en Atenas. Sus padres lo llevaron rápidamente a Italia para recibir tratamiento médico, primero a Nápoles, luego a Roma y, finalmente, a Florencia, donde murió después de semanas de mejorar y empeorar su afección. Leland Stanford Sr. le dijo a su esposa que "los hijos de California serán nuestros hijos". Para honrar a su hijo al regresar a los Estados Unidos, los Stanford dedicaron su fortuna a un monumento en su nombre: Leland Stanford Junior University. Aunque la universidad se conoce generalmente como "Universidad de Stanford" o "Stanford", su nombre oficial sigue siendo "Leland Stanford Junior University", como se ve en el sello de la universidad.
Leland Stanford Jr. está enterrado junto a sus padres en el mausoleo de la familia Stanford en el campus de Stanford. Después de la muerte de su padre el 21 de junio de 1893, su madre guio el desarrollo de la universidad hasta su asesinato el 28 de febrero de 1905.

### Primeros años y desarrollo

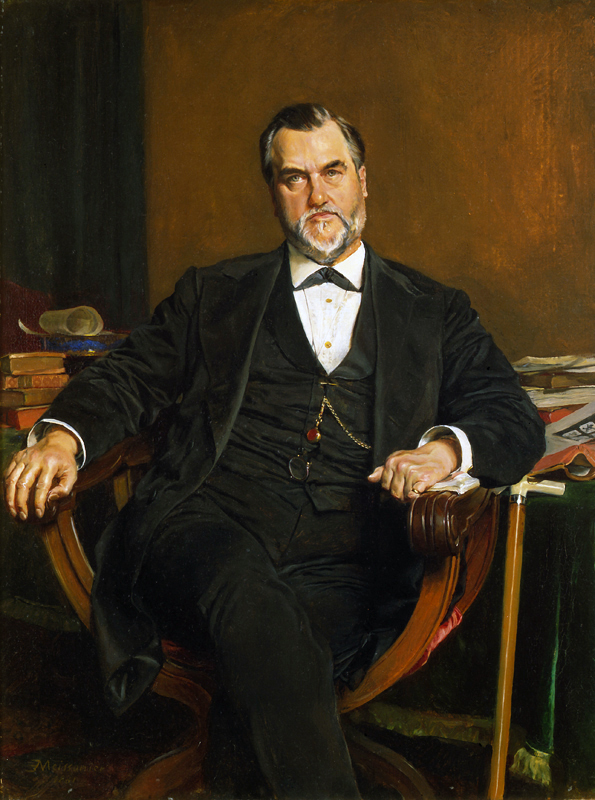
Leland Stanford (1824-1893), fundador de la universidad, retratado por Jean-Louis-Ernest Meissonier

Stanford fue fundada por Leland Stanford, magnate ferroviario, senador de EE. UU., y ex gobernador de California, junto con su esposa Jane Lathrop Stanford. Fue llamada así en honor de su único hijo, Leland Stanford Jr., que había muerto en 1884 de fiebre tifoidea poco antes de cumplir 16 años. Sus padres decidieron crear una institución que sirviera a "los niños de California".
Los Stanford visitaron al presidente de Harvard, Charles Eliot, para pedirles asesoría, sobre si montar una Universidad, un Museo o una Escuela Técnica en honor a su hijo. Eliot les sugirió lo primero y estimó la inversión necesaria en $ 5 millones (en dólares de 1884, serían cerca de 133 millones de dólares de hoy). Los Stanford también visitaron la Universidad Cornell, la Universidad Johns Hopkins y el Instituto de Tecnología de Massachusetts. Por último, Leland y Jane Stanford crearon dos instituciones en honor a Leland Junior: la Universidad y el Museo, el cual fue originalmente planeado para San Francisco, pero fue trasladado junto a la Universidad.
Se la conoce localmente como The Farm (La Granja) porque la universidad está situada en lo que fuera la granja de cría de caballos de Leland Stanford.
La universidad abrió sus puertas oficialmente el 1 de octubre de 1891, con un total de 559 estudiantes y 15 docentes, siete de los cuales provenían de la Universidad Cornell. Originalmente no se cobraba por la instrucción y, aunque la enseñanza era mixta, el número de mujeres inscritas estuvo limitado durante varios años.

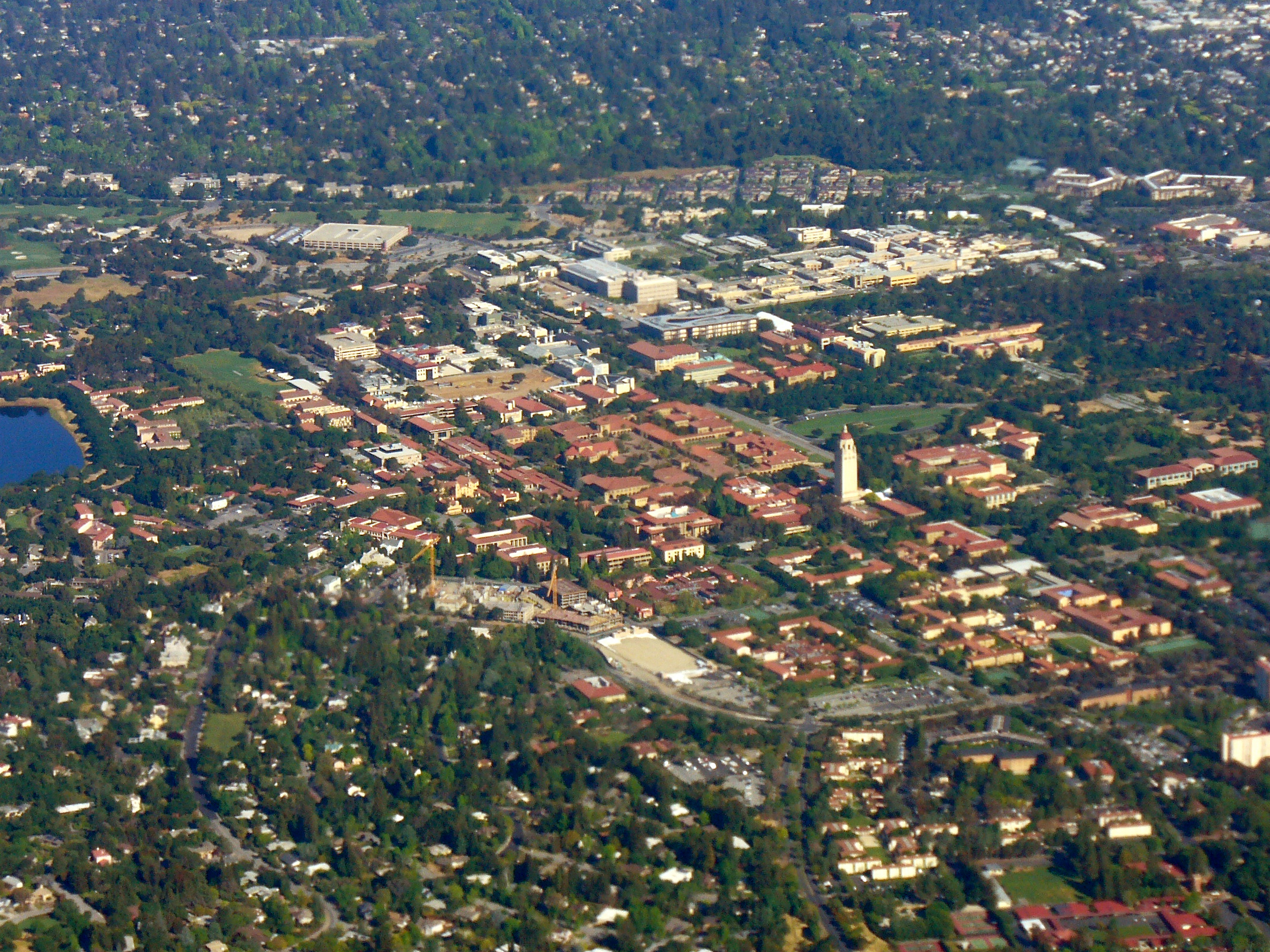
Fotografía aérea del centro del campus de la Universidad Stanford en 2008.

El lema oficial de la universidad, seleccionado por los Stanford durante la formación de la institución, es "Die Luft der Freiheit weht", cuya traducción del alemán es "sopla el viento de la libertad". La frase proviene del reformador Ulrich von Hutten, y fue elegida en una época en la que el alemán había reemplazado recientemente al latín como idioma dominante en las humanidades y la filosofía, función que retendría hasta la Segunda Guerra Mundial.
Stanford fue hasta los años 1930 una universidad relativamente pequeña y poco importante. Entre 1929 y 1934, Herbert Hoover, un graduado de esta Universidad, presidió los EE. UU. en un periodo caracterizado por una gran crisis económica. En 1939, William Hansen y los hermanos Russell y Sigurd Varian inventaron el tubo Klystron, un generador de microondas de alta frecuencia que fue la base de los radares de la Segunda Guerra Mundial. A partir de entonces, Stanford fue incrementando su reputación internacional, primero gracias a los proyectos de investigación militar y después al espíritu emprendedor de sus profesores y estudiantes. Stanford ha sido la cuna de empresas técnicas y científicas tan importantes como Hewlett-Packard, Cisco Systems, VMware, Yahoo!, Google y Sun Microsystems. De hecho, "Sun" originariamente era un acrónimo de "Stanford University Network". 
A lo largo de su historia Stanford ha tenido a veintisiete galardonados con el Premio Nobel entre sus profesores, en áreas como por ejemplo la Economía destacan (Kenneth J. Arrow, Gary Becker, Milton Friedman, Douglass North, Myron Scholes, William Sharpe, Michael Spence, Joseph E. Stiglitz), en Física, (Felix Bloch, Steven Chu, Robert Hofstadter, Robert B. Laughlin, Douglas Osheroff, Martin Perl, Burton Richter, Arthur L. Schawlow, Richard E. Taylor), y en Química (Paul Berg, Roger Kornberg) o Medicina (Andrew Fire, Arthur Kornberg). Aunque el trabajo que les llevó a ganar el Nobel no se desarrolló en muchos casos en esta universidad, Stanford ha sabido atraer el talento de estos nobeles. Stanford figura entre las 10 mejores universidades de los EE. UU. en los campos de ingeniería eléctrica, ingeniería informática, economía, ciencias empresariales y derecho.   
Stanford mantiene una sana y cordial rivalidad con la vecina Universidad de California, Berkeley. Esta rivalidad alcanza su cima todos los años con el "Big Game" o partido de fútbol americano entre los equipos de las dos universidades. 
Actualmente la universidad es la mayor propietaria privada de terrenos en la Bahía de San Francisco gracias al legado de los Stanford. Sus terrenos son tan amplios que llegan a albergar un acelerador lineal, un parque empresarial con la sede mundial de Hewlett-Packard y un importante centro médico.

## Escuelas

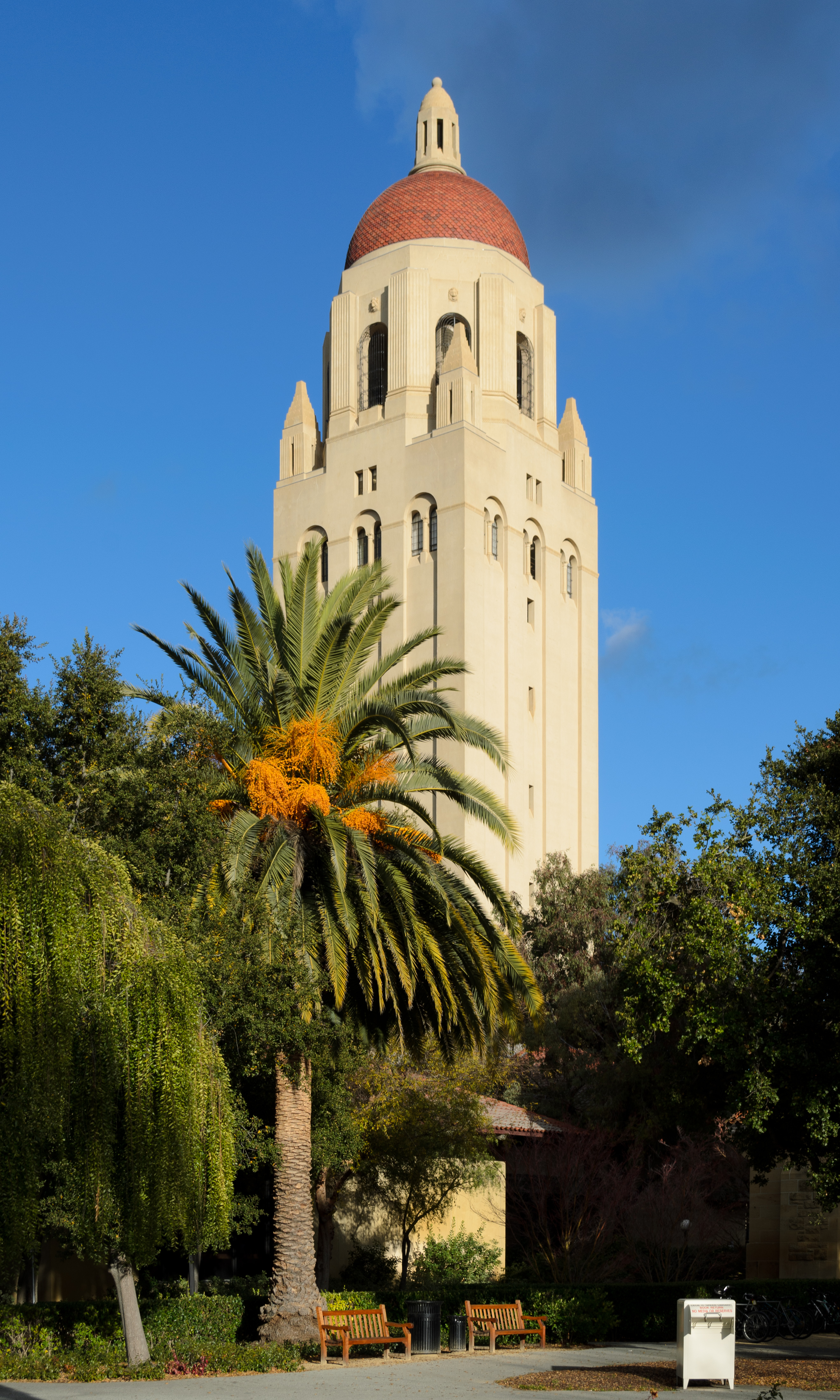
La Torre Hoover, de 87 m de altura, es el edificio más alto del campus. Su diseño se inspira en el campanario de la Catedral Nueva de Salamanca.

Stanford tiene siete escuelas:
- Escuela de Ciencias de la Tierra
- Escuela de Derecho
- Escuela de Humanidades y Ciencias
- Escuela de Ingeniería
- Escuela de Medicina
- Escuela de Postgrado de Educación
- Escuela de Postgrado de Negocios

## Presidentes
- 1891–1913 David Starr Jordan
- 1913–1915 John Casper Branner
- 1916–1943 Ray Lyman Wilbur
- 1943–1948 Donald B. Tresidder
- 1949–1968 J. E. Wallace Sterling
- 1968–1970 Kenneth S. Pitzer
- 1970–1980 Richard W. Lyman
- 1980–1992 Donald Kennedy
- 1992–2000 Gerhard Casper
- 2000–2016 John Hennessy
- 2016– Marc Tessier-Lavigne

## Deportes
Stanford compite en la División I de la NCAA y es miembro de la Atlantic Coast Conference.